# Fakultatives Referendum
Das fakultative Referendum (in Deutschland auch: Volkseinwand) ist eine spezielle Ausformung des Referendums und ein Instrument der direkten Demokratie. Sie bezeichnet ein Referendum, bei dem eine politische Vorlage dem Stimmvolk auf Verlangen zur Abstimmung vorgelegt wird, obwohl eine Beschlussfassung auch ohne Referendum möglich wäre oder bereits erfolgt ist. Damit ist das fakultative Referendum das Gegenteil des obligatorischen Referendums, bei dem eine solche Abstimmung zwingend durchgeführt werden muss.
Je nach Ausgestaltung kann es verschiedene Wege geben, wie ein fakultatives Referendum ausgelöst werden kann, wobei auch mehrere Wege nebeneinander bestehen können. So ist denkbar, dass eine gewählte Vertretung selbst beschließt, dass das Stimmvolk über eine Vorlage abstimmen soll. Weiterhin kann es zulässig sein, dass andere Gewählte (beispielsweise eine zweite Kammer oder ein Staatspräsident) eine Referendumsabstimmung veranlassen. Zuletzt ist es möglich, dass das Stimmvolk selbst durch das Sammeln einer bestimmten Anzahl Unterschriften Stimmberechtigter binnen einer gesetzten Frist ein fakultatives Referendum auslöst („das Referendum ergreift“).
Vor allem in der Schweiz bildet das fakultative Referendum einen wesentlichen und wichtigen Baustein in der Verwirklichung der direkten Demokratie. Es kann dort auf eidgenössischer Ebene vom Stimmvolk, aber auch von den Kantonen angestrengt werden. In Österreich sind fakultative Referenden vor allem als Parlamentsrecht ausgestaltet. Sie kommen zwar deutlich seltener zur Anwendung, haben dann aber in aller Regel eine herausgehobene politische Bedeutung. In Deutschland sind fakultative Referenden von untergeordneter Rolle; nur einige wenige Länder (Baden-Württemberg, Hamburg und Bremen) kennen diese, und dann jeweils in eng begrenzten Fällen.

## Etymologie
Das deutsche Wort Referendum ist ein Fremdwort aus dem Lateinischen und setzt sich aus der Vorsilbe re „zurück“ und dem Verb ferre „tragen, bringen“ zusammen. In einem Referendum wird die Entscheidung über einen politischen Gegenstand also von der gewählten Vertretung (dem Parlament) zum Souverän (das Volk) „zurückgetragen“ bzw. „zurückgebracht“. Das Adjektiv fakultativ leitet sich vom lateinischen Substantiv facultas „Möglichkeit“ ab. Im heutigen Deutsch wird es gebraucht im Sinne von „bedarfsweise“, „wahlweise“ oder auch „nach eigenem Ermessen“.
In einem fakultativem Referendum wird also die Möglichkeit geschaffen, eine von der gewählten Vertretung (Parlament oder Regierung) getroffene Entscheidung bedarfsweise wieder dem Souverän (dem Volk) vorzulegen.

## Die Situation in den deutschsprachigen Ländern

### Deutschland
In Deutschland gibt es auf Bundesebene keine Möglichkeit, ein Referendum über einen Beschluss des Deutschen Bundestags fakultativ, also auf Wunsch, herbeizuführen.
Auch auf der Ebene der Länder ist dies in Deutschland die Ausnahme. So kennt die Verfassung Baden-Württembergs in Artikel 60 die Möglichkeit, dass die Landesregierung ein von ihr in das Landesparlament eingebrachtes und dort abgelehntes Gesetz dem Stimmvolk zur verbindlichen Abstimmung stellen kann, wenn ein Drittel der Mitglieder des Landtages dies beantragt. Seit der Gründung Baden-Württembergs im Jahr 1952 wurde von dieser Möglichkeit nur einmal Gebrauch gemacht, was 2011 zur Volksabstimmung zu Stuttgart 21 führte.
Das Land Hamburg kennt das fakultative Referendum in zwei Ausprägungen. Die erste Form wurde 2007 eingeführt und ermöglicht dem Stimmvolk, über einen Beschluss der Hamburgischen Bürgerschaft ein verbindliches Referendum herbeizuführen, wenn innerhalb von drei Monaten gültige Unterstützungsbekundungen von 2,5 % der Stimmberechtigten vorgelegt werden. Dies ist aber nur möglich, wenn sich der Beschluss, zu dem das Referendum ergriffen werden soll, auf das Landeswahlrecht oder auf ein zuvor per Volksentscheid beschlossenes Gesetz bezieht. Die zweite Ausprägung des fakultativen Referendums wurde 2015 in Artikel 50 der Landesverfassung ergänzt. Beim sogenannten „Bürgerschaftsreferendum“, kann die Hamburgische Bürgerschaft mit einer Zweidrittelmehrheit eine Vorlage selbst zur verbindlichen Abstimmung durch das Stimmvolk bringen. Die erste Variante des fakultativen Referendums kam bislang nur 2013 bei der Änderung des Bezirksversammlungsgesetzes zur Anwendung. Auch das Bürgerschaftsreferendum wurde erst ein einziges Mal genutzt, 2015 zur Olympia-Bewerbung Hamburgs (wofür das Instrument eigens geschaffen worden war).
Das Land Bremen sieht in Artikel 70 der Landesverfassung verschiedene Möglichkeiten eines fakultativen Referendum vor. So kann die Bremische Bürgerschaft selbst ein fakultatives Referendum über Verfassungsänderungen oder andere in ihrer Zuständigkeit liegende Fragen (jedoch nicht über einfache Gesetze) mit einfacher Mehrheit der Stimmen herbeiführen. Die Herbeiführung eines fakultativen Referendums durch das Stimmvolk kennt Bremen hingegen nur bezogen auf den Sonderfall der Privatisierung von öffentlichem Eigentum nach Artikel 42, Absatz IV der Landesverfassung (sogenannte „Privatisierungsbremse“). In diesem Fall müssen binnen drei Monaten 5 % der Stimmberechtigten das Referendum ergreifen. Im Fall einer Privatisierung gilt auch für die Bremische Bürgerschaft eine vereinfachte Form des fakultativen Referendums, dass es in diesen Fällen bereits durch ein Viertel seiner Mitglieder herbeigeführt werden kann.

### Liechtenstein
Das Fürstentum Liechtenstein kennt das fakultative Referendum auf gesamtstaatlicher Ebene. So kann jeder Gesetzesbeschluss und Finanzbeschluss des Landtags der einmalige Ausgaben von 500.000 CHF oder jährlich wiederkehrende Ausgaben von 250.000 CHF übersteigt einem Referendum unterzogen werden. Das Referendum kann dabei sowohl vom Stimmvolk binnen 30 Tagen und mit 1000 gültigen Unterschriften Stimmberechtigter oder von drei Gemeindevertretungen mit entsprechend übereinstimmendem Beschluss ergriffen werden. Für Landtagsbeschüsse, die die Verfassung oder Staatsverträge zum Gegenstand haben, gilt für das fakultative Referendum ein erhöhtes Quorum von 1500 Unterschriften beziehungsweise vier Gemeinden. Beschlüsse des Landtags, die als dringliche erklärt werden, unterliegen nicht dem fakultativen Referendum.

### Luxemburg
Das Großherzogtum Luxemburg kennt fakultative Referenden sowohl auf gesamtstaatlicher als auch auf Gemeindeebene. Das Landesparlament oder die Gemeindevertretung kann über jede sie betreffende Angelegenheit ein fakultatives Referendum mit der einfachen Mehrheit ihrer Stimmen ansetzen. Dabei kann es sich um eine verbindliche Volksabstimmung oder eine unverbindliche Volksbefragung handeln. Seit 2003 kann das Stimmvolk bei Verfassungsänderungen ebenfalls das Referendum ergreifen. Hierzu muss nach der 1. Lesung der Verfassungsänderung im Parlament innerhalb von 14 Tagen ein entsprechender Antrag eines mindestens 5-köpfigen Initiativkomitees vorgelegt werden. Nach Zulassung des Antrags, müssen binnen zwei Monaten 25.000 gültige Unterschriften Stimmberechtigter bei den Gemeindeverwaltungen geleistet werden.

### Österreich
Österreich kennt fakultative Referenden sowohl auf gesamtstaatlicher Ebene im Bund, als auch in einigen Ländern.
Auf Bundesebene gibt es das fakultative Referendum in zwei Ausprägungen: Einerseits als verbindliche Volksabstimmung und andererseits als unverbindliche Volksbefragung. Beide können nur durch das Parlament eingeleitet werden. Bei der Volksabstimmung muss stets ein Gesetzesbeschluss des Parlaments vorliegen, die Volksbefragung kann auch eine Angelegenheit allgemeiner oder gesamtösterreichischer Bedeutung zum Gegenstand haben. Zum Einleiten einer bindenden Volksabstimmungen über einfache Gesetze oder einer Volksbefragung ist eine einfache Mehrheit der Abgeordneten erforderlich. Bei verfassungsändernden Gesetzen besteht das Minderheitsrecht eines Drittels der Abgeordneten, das Referendum in Form einer Volksabstimmung zu ergreifen. Auf gesamtstaatlicher Ebene wurde bislang noch keine Volksbefragung und nur eine Volksabstimmung, nämlich 1978 über die Inbetriebnahme des Kernkraftwerkes Zwentendorf, abgehalten.
Auf Landesebene besteht in allen österreichischen Bundesländern die Möglichkeit eines fakultativen Referendums, wenn der Landtag eine solche Volksabstimmung beschließt. Darüber hinaus kennen die In den fünf Bundesländern Burgenland, Niederösterreich, Steiermark, Tirol und Vorarlberg auch die Einleitung eines fakultativen Referendums („Volksabstimmung“) durch das Stimmvolk durch Sammlung von Unterschriften binnen einer festgelegten Frist. In den Ländern Niederösterreich, Steiermark, Tirol und Vorarlberg können zudem eine bestimmte Anzahl an Gemeinden gemeinsam das Referendum ergreifen. Insgesamt kommt das fakultative Referendum aber auch in den Ländern nur sehr selten zum Einsatz. So ergriff 1956 in Vorarlberg das Stimmvolk das Referendum zum Betriebsaktionenverbotsgesetz, und 1988 im Burgenland zum Objektivierungsgesetz, wobei die Gesetze jeweils verworfen wurden. Zu einem vom Landtag beschlossenen fakultativen Referendum kam es erstmals 1980, als in Vorarlberg das Gesetz zur Stärkung des Landes und der Gemeinden im Bundesstaat („Pro Vorarlberg“) dem Stimmvolk vorgelegt und von diesem bestätigt wurde.
Auf Gemeindeebene kennen alle Bundesländer außer Niederösterreich, Oberösterreich und Tirol das Instrument der bindenden fakultativen Volksabstimmung für Angelegenheiten, die in den Bereich der Gemeindeautonomie fallen. In all diesen Bundesländern kann eine Volksabstimmung durch den Gemeinderat beschlossen werden, im Burgenland sowie in Salzburg und Vorarlberg auch durch den Bürgermeister. Im Burgenland und in Vorarlberg kann auch das Stimmvolk das Referendum ergreifen.

### Schweiz

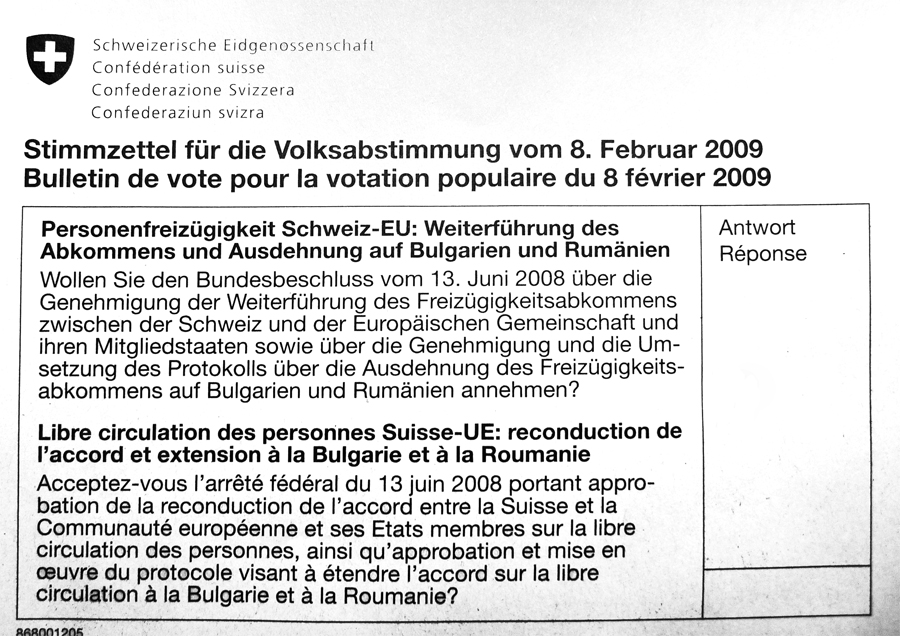
Abstimmungsblatt zur Personenfreizügigkeitsabstimmung der Schweiz am 8. Februar 2009.

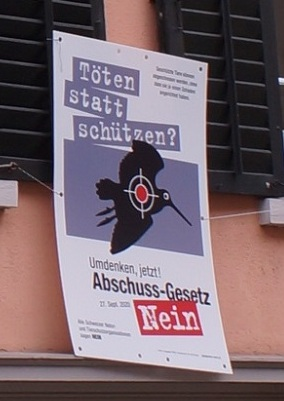
Plakat zum Referendum über das revidierte Jagdgesetz (2020).

In der halbdirekten Demokratie der Schweiz spielt das fakultative Referendum eine zentrale Rolle. Es ist auf allen Staatsebenen in der einen oder anderen Ausprägung (teils unter einer anderen Bezeichnung) verankert.
Es wurde im 19. Jahrhundert zunächst in den Kantonen eingeführt (beispielsweise 1869 im Kanton Zürich) und dann mit der Bundesverfassung von 1874 auch auf eidgenössischer Ebene (Artikel 74). Als Reaktion auf breite Proteste gegen den Gotthardvertrag von 1908 wurde seine Anwendbarkeit im Jahr 1921 auch auf Staatsverträge mit mindestens 15 Jahren Geltungsdauer ausgeweitet. Die letzte Anpassung des Instruments auf eidgenössischer Ebene betraf 1977 die Heraufsetzung des Unterschriftenquorum (ursprünglich 30.000) aufgrund des Bevölkerungswachstums und der Einführung des Frauenstimmrechts im Jahr 1971. Mit der Totalrevision der Schweizer Bundesverfassung von 1999 ist das fakultative Referendum nun in Artikel 141 geregelt.
Wird mit Massnahmen zur Einleitung des Referendums begonnen (beispielsweise mit der Unterschriftensammlung), nennt man dies das Referendum ergreifen. Erst wenn die erforderliche Zahl von Unterschriften zusammengebracht wird, ist das Referendum zustande gekommen. Die eigentliche Abstimmung (das Abhalten des Referendums) wird in der Schweiz stets Volksabstimmung genannt.
Auf eidgenössischer Ebene ist das Ergreifen des fakultativen Referendums dem Stimmvolk und den Kantonen vorbehalten. Das Schweizer Parlament (die Bundesversammlung) muss seine Erlasse dem fakultativen Referendum unterstellen, wenn die verfassungs- oder gesetzmässigen Voraussetzungen erfüllt sind; ist dies nicht der Fall, so kann es nicht von sich aus ein Referendum anordnen. Das Referendum ist stets verbindlich und ohne Quorum. Im Unterschied zum obligatorischen Referendum entscheidet bei der Volksabstimmung ausschliesslich das Volksmehr, die Mehrheit der Kantone (das Ständemehr) ist hingegen nicht erforderlich. Das Stimmvolk kann das Referendum durch 50.000 gültige Unterstützungsbekundungen ergreifen. Das Ergreifen des fakultativen Referendums durch die Kantone (in dieser Ausformung dann Kantonsreferendum genannt) erfordert eine entsprechende Willensbekundung durch acht Kantone, wobei es hierfür kein Formerfordernis gibt.
Das fakultative Referendum kann gegen folgende Arten von Erlassen ergriffen werden:
- Bundesgesetze
- dringliche Bundesgesetze, deren Geltungsdauer ein Jahr übersteigt
- bestimmte gesetzlich definierte Arten von Bundesbeschlüssen
- bestimmte völkerrechtliche Verträge
  - unbefristete und unkündbare Beitritte zu internationalen Organisationen
  - Verträge, die wichtige Recht setzende Bestimmungen enthalten bzw. deren Umsetzung den Erlass von Bundesgesetzen erfordert.

Kommt das Referendum zustande, wird das Inkrafttreten des Beschlusses gegen den das Referendum ergriffen wurde, bis zur Abhaltung der Abstimmung aufgeschoben (suspendiert), weswegen auch von einem suspensiven Referendum gesprochen wird. Eine Ausnahme hiervon bilden dringliche Beschlüsse mit einer Geltungsdauer von mehr als einem Jahr. Auch zu diesen kann das fakultative Referendum ergriffen werden, sie treten dennoch bereits in Kraft. Kommt es zur Abstimmung über einen dringlichen Beschluss und wird dieser verworfen, wird er nachträglich aufgehoben (abrogiert), weswegen in diesen Fällen von einem abrogativem Referendum gesprochen wird. Die Aufhebung tritt genau ein Jahr nach der ursprünglichen Beschlussfassung durch die Bundesversammlung ein, eine Erneuerung des Beschlusses durch die Bundesversammlung ist nicht zulässig (Art. 165 BV).
Bislang sind in der Schweiz auf eidgenössischer Ebene über 200 fakultative Referenden aus dem Stimmvolk zustande gekommen, jedoch nur ein einziges Kantonsreferendum (2003 zum Bundesgesetz vom 20. Juni 2003 über die Änderung von Erlassen im Bereich der Ehe- und Familienbesteuerung, der Wohneigentumsbesteuerung und der Stempelabgaben, sogenanntes „Steuerpaket“).
In den Kantonen und Gemeinden kann das fakultative Referendum immer durch Unterschriftensammlung von Stimmberechtigten eingefordert werden, wobei jeweils entsprechend andere Vorgaben an die Zahl der nötigen Unterschriften und die anzuwendenden Fristen gelten. In einigen Kantonen gibt es auch das vom Kantonsreferendum abgeleitete Gemeindereferendum, bei dem eine bestimmte Anzahl von Gemeinden eine Volksabstimmung einfordern kann.
Darüber hinaus und abweichend von der eidgenössischen Praxis sind fakultative Referenden in den Kantonen und Gemeinden in zusätzlichen Ausprägungen vorgesehen. So kennen eine Reihe von Kantonen und Gemeinden das Finanzreferendum in einer fakultativen Ausprägung. Dort ist es möglich, das Referendum gegen einmalige oder wiederkehrende finanzielle Ausgaben zu ergreifen, wenn diese eine bestimmte Höhe überschreiten. 
Weiterhin kennen die meisten Kantonen und Gemeinden zusätzlich die Möglichkeit, dass entweder das Parlament mit der Mehrheit seiner Stimmen, oder auch eine in der Kantonsverfassung oder Gemeindeordnung festgesetzte Anzahl der jeweiligen Parlamentsmitglieder (beispielsweise ein Viertel), oder der Anwesenden einer Gemeindeversammlung, ein Referendum über einen Beschluss herbeiführen können.  In der Schweiz hat sich hierfür mangels einer einheitlichen Begrifflichkeit das Schlagwort vom Behördenreferendum geprägt. Die Art und Weise der Ausgestaltung ist jedenfalls äussert unterschiedlich.

## Beispiele aus weiteren Staaten
Im Gegensatz zum obligatorischen Referendum, das insbesondere bei Verfassungsänderungen in vielen Staaten weltweit verankert ist, ist das fakultative Referendum weniger stark verbreitet.

### Island
Island gehört zu den wenigen Demokratien, in denen ein Referendum auf Verlangen der Regierung, konkret der Präsidentin oder des Präsidenten ausgelöst werden kann. In Island müssen alle vom Parlament verabschiedeten Gesetze vom Staatsoberhaupt unterzeichnet werden, bevor sie in Kraft treten können. Verweigert dieses die Unterschrift, muss über das Gesetz in einem verbindlichen Referendum abgestimmt werden. In der Geschichte Islands ist dieser Fall jedoch erst zwei Mal eingetreten, beide Male im Zusammenhang mit der Insolvenz der Icesave-Bank.

### Italien
Italien kennt Referenden auf Verlangen in eng begrenzten Fällen. So kann das Stimmvolk das Referendum ergreifen und jederzeit die Aufhebung (abrogazione) eines bereits in Kraft getretenen Gesetzes verlangen. Seit 1974 wurden sieben solcher abrogativen Referenden abgehalten, die in drei Fällen für eine Beibehaltung des Gesetzes, in drei Fällen für die Aufhebung ausgingen und in einem Fall zu einem unechten Scheitern am Beteiligungsquorum führten. Das Ergebnis des referendum abrogativo ist verbindlich.
Bei Verfassungsänderungen, die vom Parlament nicht mit einer Zweidrittelmehrheit gefasst wurden, besteht ebenfalls die Möglichkeit, binnen drei Monaten das Referendum zu ergreifen. Dies kann sowohl durch die Mitglieder der beiden Parlamentskammern (ein Fünftel), das Stimmvolk (500.000 gültige Unterschriften) oder durch Beschluss von fünf Regionalräten geschehen. Die Verfassungsänderung tritt erst nach dem bestätigenden (konfirmativen) Referendum in Kraft oder wenn das Referendum nicht zustanden kommt. Das Ergebnis eines solchen referendum confermativo ist verbindlich, es gilt kein Quorum.
Zuletzt können in Italien Abstimmungen bei der Zusammenlegung oder Bildung von Regionen beratende (konsultative) Abstimmungen angesetzt werden. Ein solches referendum consultivo kann nur durch eine ausreichend große Zahl von gewählten Kommunalvertretungen des betreffenden Gebiet verlangt werden (sie müssen gemeinsam ein Drittel der Bevölkerung repräsentieren). Die tatsächliche Neuordnung der Regionen kann nur durch das italienische Parlament durch Gesetz erfolgen.

### Vereinigtes Königreich
Im Vereinigten Königreich werden bisweilen fakultative Referenden zu besonders wichtigen politischen Fragen genutzt. Allerdings sind diese rechtlich nicht verankert und stets unverbindlich. Ausschließlich die gewählten Vertretungen können solche beratenden (konsultativen) Referenden ansetzen (zu Deutsch: Volksbefragungen) ansetzen. Allerdings entspricht es der politischen Kultur des Vereinigten Königreichs, dass sich die Parlamente an die Ergebnisse gebunden fühlen. Auf der gesamtstaatlichen Ebene gab es auf Verlangen des Parlaments bislang nur drei Volksbefragungen. Eine ganze Reihe weiterer Referenden, stets unverbindlich und vom Parlament angesetzt, fand in den Regionen im Zusammenhang mit der Politik der Kompetenzverlagerung (devolution) statt. Auch auf Ebene der Gemeinden, werden besonders wichtige Fragen (beispielsweise Gemeindezusammenlegungen) durch von den Gemeindevertretungen angesetzte fakultative Referenden entschieden.

### Vereinigte Staaten
Nach der Schweiz kommen fakultative Referenden vor allem in den USA auf Ebene der Bundesstaaten und der Gemeinden zum Einsatz. Insgesamt kennen 23 US-Bundesstaaten die Möglichkeit, das Stimmvolk über eine Vorlage abstimmen zu lassen. Im englischen Sprachraum ist hierfür zwar der Ausdruck optional referendum (zu Deutsch: Optionales Referendum) gebräuchlicher, die Bezeichnung facultative referendum wird jedoch ebenfalls genutzt. Abweichend vom üblichen Sprachgebrauch im Deutschen, werden in den USA unter das optionale/fakultative Referendum vielfach auch die aus dem Volk kommenden Volksinitiativen gerechnet. Die grundsätzliche mögliche sprachliche Unterscheidung zwischen initiative und referendum ist nicht so ausgeprägt wie beispielsweise in der Schweiz. Ergreift das Stimmvolk das Referendum, wird dies als popular referendum (zu Deutsch: Volksreferendum) bezeichnet. Stellt die gewählte Vertretung eine Vorlage zur Abstimmung, wird dies als legislative referendum (zu Deutsch: Legislativreferendum) bezeichnet. Die Regierungen der US-Bundesstaaten können generell keine Referenden herbeiführen. Auf Bundesebene gibt es in den USA keine Referenden jedwelcher Art.